# Komet Swift-Gehrels
Komet Swift-Gehrels (uradna oznaka je 64P/Swift-Gehrels) je periodični komet z obhodno dobo okoli 9,2 let. Komet pripada Jupitrovi družini kometov.

## Odkritje
Komet je odkril 16. novembra 1889 ameriški astronom Lewis A.Swift (1820 – 1813) na Observatoriju Warner in Tom Gehrels (rojen 1925) na Observatoriju Palomar 8. februarja 1973 .

## Lastnosti
Jedro kometa ima premer 3,2 km